# Montejo de la Vega de la Serrezuela
Montejo de la Vega de la Serrezuela és un municipi de la província de Segòvia, a la comunitat autònoma de Castella i Lleó.

## Demografia
| 1991 | 1996 | 2001 | 2004 |
| ---- | ---- | ---- | ---- |
| 206  | 209  | 185  | 188  |